# Huaorani
Huaorani (známí také pod názvem Waorani, Waodani nebo také Auca) je domorodý kmen žijící v amazonské části východního Ekvádoru mezi řekami Napo a Curaray. Jejich počet se odhaduje na zhruba 4000 lidí, mluví jazykem huaorani, který je zcela ojedinělý a nemá nic společného s žádným jiným indiánským jazykem ani dialektem.

## Život
První, kdo popsal způsob života kmene Huaorani, byla žena jménem Dayuma. Jako malá utekla z území kmene Huaorani při přepadu její vesnice do civilizace. Vypověděla, že příslušníci kmene chodí zcela nazí, odmyslíme-li si vrbové haluze omotané pevně kolem kotníků, zápěstí a pasu. Nemají pevnou dobu jídla a neznají sůl. Žili v podlouhlé chýši s podlahou z udusané hlíny a spali v závěsných rohožích. Ženy pracovaly na malých maniokových polích, zatímco muži se zabývali výhradně lovem a údržbou svých zbraní. Každý muž měl devět až deset oštěpů a všechny si je bral s sebou, šel-li na válečnou výpravu.

## Zbraně
Hlavní zbraní Huaoraniů byly oštěpy dlouhé okolo dvou metrů se zahnutými zpětnými háčky.
K lovu používali foukačky dlouhé tři až čtyři metry. Šipky, které používaly, byly namočené v jedu kurare, který paralyzuje svaly a způsobuje zástavu dechu.
K boji používali výhradně oštěpy, zatímco foukačky jen k lovu.
Luk neznali.

## Životní styl
Huaoraniové žili většinou v rodilých společenstvích o 20 až 50 osob.
Všichni, kdo byli mimo toto společenství, byli nepřátelé. Život Huaoraniů byl neustále provázen kmenovými válkami a vraždami.

## Manželství
Huaoraniové praktikují endogamii. To je způsobeno zvláště jejich pohledem na svět a způsobem života.
Muži mohou mít více manželek, které jsou muži zcela podřízeny.
Ke kmenovým válkám dochází mimo jiné kvůli získávání žen.

## Historie
První zprávy o kmeni Huaoraniů pocházejí již z dob starých Kečuů, kteří tento bojovný kmen nazývali Auca, což v jejich řeči znamená divoký.
Další zprávy pocházejí až ze začátku 20. století v éře rozkvětu těžby kaučuku, kdy docházelo k masovému vyvražďování domorodců. Zhruba v této době se začali Huaoraniové bránit proti pronikání sběračů kaučuku na jejich území.
Ve 30. a 40. letech 20. století dochází ke krvavým kmenovým válkám mezi Huaoranii.
Ve 40. letech hledala na území Huaoraniů naftu společnost Shell Oil Company.
V roce 1942 zabili Huaoraniové jedenáct těžařů této firmy.
V roce 1949 napadli Huaoraniové výpravu slavného švédského cestovatele Rolfa Blomberga.
V roce 1955 se pokoušela skupina pěti amerických misionářů obrátit Huaoranie na křesťanskou víru.
Misionáři pořídili první fotografii divokého muže z kmene Huaorani a pojmenovali ho George.
Pár dní nato byli kmenem Huaorani povražděni.
Od 60. let jsou Huaoraniové postupně převáděni na křesťanskou víru a „civilizováni“.
S postupem civilizace ztráceli Huaoraniové i svou půdu, na které se nacházelo velké nerostné bohatství. Huaoraniové se opět začali bránit a opět docházelo ke krvavým střetům.
V roce 1987 jimi byl zabit katolický biskup Alejandro Labaca Ugarte OFMCap, který přijel na misii.
V dnešní době žijí Huaoraniové asi na jedné čtvrtině svého původního území. Spousta Huaoraniů se živí turistickým ruchem.
Většina dětí má přístup ke vzdělání a navštěvují školy, ale spousta jich ještě žije tradičním způsobem života bez vzdělání.

## Nekontaktovaní Huaorani
Podle Brazilské organizace FUNAI je několik skupin Huaoraniů stále bez kontaktu s okolním světem.
V roce 1990 došlo ke kontaktu s osamoceným Huaoranim, který byl členem kmene Tagaeri.
Vypověděl, že kmen Tagaeri má jen hrstku členů a je v kmenové válce s kmenem Taromenane. Dále se zmínil o dalších dvou skupinách, rovněž nekontaktovaných Huaoraniů Oňamenane, která má jen šest členů a o skupině Huiňatare.
V roce 2003 bylo zabito 30 Taromenaneů, příslušníky jiného kmene Huaoraniů, jako odplatu za zabití jednoho muže z jejich kmene.
Ve stejném roce zabili těžaři 14 Tagaeriů.
V roce 2005 se našlo tělo jednoho těžaře probodáno 30 oštěpy a se znetvořeným obličejem.
V roce 2006 našli probodané tělo dalšího těžaře.
Ve stejném roce bylo zabito 10 těžařů kmenem Taromenane a 30 Taromenaneů.
V roce 2007 prohlásil prezident Ekvádoru jižní část národního parku Yasuni, kde tyto kmeny žijí za „uzavřenou zónu“

## Skupiny

### Tagaeri
Je skupina Huaoraniů, kteří se odtrhli od civilizovanějších Huaoraniů v roce 1968 pod vedením náčelníka Tagaeriho, a od té doby žijí v izolaci od okolního světa.
Populace tohoto kmene je okolo dvaceti až třiceti lidí.
Kmen je tvořen ze starých bojovníků a několika žen a dětí. Žijí na jihu národního parku Yasuni v lokalitě, která je domovem dalších tři nekontaktovaných kmenů: Taromenane,Oňamenane a Huiňatare.

### Taromenane
Je nekontaktovaná skupina lidí žijící v národním parku Yasuni. Tento klan je vzdálený příbuzný Huaoraniů.
Počet těchto lidí je okolo 150 po 300 lidí.
Tato skupina žije dále svým tradičním kočovným způsobem života a brání se veškerému kontaktu s vnějším světem.